# Manuel Buíça
Manuel Buíça, dont le nom complet était Manuel dos Reis da Silva Buíça (Valpaços, Bouçoães, 30 décembre 1876 — Lisbonne, 1er février 1908) fut l'un des tireurs lors du régicide du roi du Portugal, Charles Ier. Ses tirs furent ceux qui touchèrent mortellement le roi et son fils, le prínce Louis-Philippe de Bragance.

## Vie privée
Manuel Buíça est né à Bouçoães, dans la région de Trás-os-Montes. Il est le fils d'Abílio da Silva Buíça, prêtre défroqué et ancien curé de Vinhais, et de Maria Barroso. 
On lui connaît deux liaisons conjugales. La première, entre 1896 et 1898, et la seconde avec Hermínia Augusta da Costa, dont il eut deux enfants : Elvira Celeste da Costa Buíça (née le 19 décembre 1900) et Manuel Augusto da Costa Buíça (né le 12 septembre 1907). Lors du régicide, ils étaient respectivement âgés de sept ans et de cinq mois. Cinq mois avant cet évènement, Manuel Buíça était perdit sa compagne, Hermínia Augusta, qui mourut en couches.
Homme au caractère expansif et exalté, Manuel Buíça entretenait peu de liens amicaux en dehors du cercle professionnel. Il fréquentait le café Gelo, dans le quartier du Rossio, à Lisbonne, en compagnie d'Alfredo Costa et d'Aquilino Ribeiro. C'est à ce dernier qu'il confia son testament.

## Vie professionnelle
Il commença sa carrière professionnelle dans l'armée de terre, où il atteignit le grade de sergent dans le régiment de cavalerie de Bragance. Il y fut aussi instructeur de tir. Doté d'une excellente visée, il était détenteur d'un diplôme de maître d'armes et d'une médaille de tireur première classe. Malgré son talent, sa dextérité et ses capacités militaires, sa carrière fut agitée. Dans ses carnets, on trouve trois punitions disciplinaires pour infractions diverses. Renvoyé de l'armée, en 1898, il devient professeur, enseignant au Collège national et donnant des cours particuliers de musique et de français.

## Le coup d'État du funiculaire de la bibliothèque
La nuit du 28 janvier 1908, fut la date fixée pour le mouvement révolutionnaire qui échoua de manière désastreuse autour du funiculaire de la bibliothèque. Manuel Buíça faisait alors partie d'un groupe de vingt hommes, commandés par Alfredo Costa. Ce groupe prévoyait de prendre d'assaut le Palais Royal. Un changement de stratégie, devant le quartier général de Lóios, amena le groupe à affronter la Garde Municipale autour de la rue Santa Bárbara, où ils attendaient un signe de mortier devant donner le signal de départ de cette révolution.
La Janeirada fut organisée par le parti républicain et la Dissidence Progressiste, le premier fournissant les hommes, la seconde, l'argent et les armes. Outre António José de Almeida, il y avait également, dans l'ombre, Luz de Almeida (celui-ci était à la tête de la Carbonária Lusitana, secondé par Machado Santos et António Maria da Silva).
Le mouvement avait pour objectif de proclamer la république après avoir provoqué une révolte armée et l'assassinat de João Franco. Celui-ci gouvernait seul depuis que le roi avait dissout l'assemblée nationale. On ne sait pas exactement quand fut prise la décision d'abattre aussi le roi ; il n'en reste pas moins que cela faisait partie des instructions reçues par le commando dont faisaient partie Alfredo da Costa et Manuel Buíça.
La tentative fut déjouée par le gouvernement de João Franco qui, grâce à une indiscrétion, organisa une rafle qui décapita le mouvement avant que celui-ci ne puisse avoir lieu. De nombreux membres du directoire républicain furent emprisonnés, ainsi que des figures importantes du parti. Les autres réussirent à prendre la fuite dans de la panique générale. Aucun des membres du groupe d'Alfredo Costa ne fut arrêté ce jour-là. Seuls les meneurs furent arrêtés, ce qui permit à quelques commandos d'errer dans la ville, provoquant des bagarres, dans les quartiers de Rato, Alcântara et Campo de Santana. Un policier fut abattu dans la rue de l'école polytechnique.
L'arrière-salle du Café Gelo, toujours très fréquentée par les carbonaros et les républicains, se vida ; seuls Manuel Buíça et Alfredo Costa, accompagné de quelques téméraires continuèrent à le fréquenter.

## Le régicide
Au matin du 1er février 1908, Manuel Buíça rejoint Alfredo Costa et d'autres carbonaros dans la « Quinta do Xexé », dans le quartier d'Olivais, où ils organisent l'attentat. Selon la version de Fabricio de Lemos, un des régicides, racontée par António de Albuquerque dans A execução do Rei Carlos, tout était alors déjà décidé ; il ne s'agissait plus, à ce moment, que d'ajuster les détails entre les hommes du commando qui avaient pu échapper à la prison. Le même jour, vers deux heures de l'après-midi, Manuel Buiça déjeune avec Alfredo Costa et trois autres personnes non identifiées, assis à une table du Café Gelo, près de la porte donnant sur la cuisine. Les trois hommes laissent bientôt la place à un nouveau venu, avec qui ils entament une conversation à voix basse. On raconte que durant cette discussion, Buíça aurait déclaré, sur un ton ironique, à un client du café, assis plus loin, cette expression très en vogue à l'époque : « Estamos aqui, estamos em Timor… » (On est bon pour Timor).
La conversation terminée, Buíça se lève et annonce aux deux autres qu'il part chercher la gabardine et le reste ; probablement la carabine Winchester modèle 1907 (en) (numéro de série 2137), importée d'Allemagne par Heitor Ferreira, avec laquelle il avait l'intention de tuer le roi Charles Ier et le prince héritier Louis Philippe de Bragance.

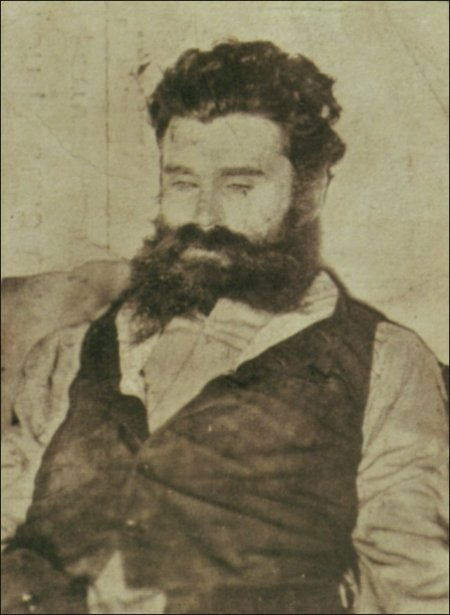
Manuel dos Reis Buíça mort le 1er février 1908.

Vers quatre heures de l'après-midi, Manuel Buíça, en compagnie de Domingos Ribeiro et de José Maria Nunes, viennent se poster sur le Terreiro do Paço, près de la statue de Joseph Ier de Portugal.
Alfredo Costa, Fabrício de Lemos et Ximenes prennent position sous les arcades du ministère. Tous les six attendent l'arrivée du monarque, mêlés à la foule. Ils suivent l'accostage du vapeur D. Luís.
Autour de cinq heures vingt, Manuel Buíça, s'avançant depuis le centre de la place pour se placer à huit ou dix mètres du landau royal, Manuel Buiça découvre sa carabine, pose un genou à terre et ouvre le feu. Il atteint le roi au cou, lui sectionnant la colonne vertébrale : le roi meurt sur le coup. Voulant s'assurer de la mort du roi ou peut-être atteindre le prince, assis en face de lui, il ajuste un second tir. Il atteint l'épaulette gauche du roi. C'est alors qu'intervient Alfredo Costa. Il grimpe sur le marchepied du landau et tire à deux reprises dans le dos du roi. Il échange ensuite des tirs avec le prince qui s'était alors levé. Buíça change de position, le landau continuant à avancer. A 20 mètres de distance cette fois, il pose le genou à terre et tire deux fois sur le prince. Le premier projectile rate sa cible mais le second l'atteint au visage avant de ressortir par la nuque.
Buiça change à nouveau de position mais il est cette fois empêché de tirer par l'intervention du soldat Henrique da Silva Valente, qui passait par là. Ce dernier se jette sur lui à mains nues. Dans la lutte qui s'ensuit, le soldat est atteint à la jambe. Ayant tourné son cheval, le lieutenant Francisco Figueira charge Buíça. Celui-ci parvient à l'atteindre à la jambe avec sa dernière balle avant de prendre la fuite. Figueira le rattrape et l'immobilise d'une estocade non sans être à nouveau touché à une cuisse.
Le régicide maintenu par plusieurs policiers continue à se débattre. Durant ce corps à corps, Buiça est tué par une balle inconnue. Les forces de l'ordre prétendront l'avoir elles-mêmes abattu.

## Autopsie et hommages funèbres
Manuel Buíça, âgé de trente deux ans, fut enterré le 11 février 1908. La veille, un groupe de trois hommes, membres de l'Association du Registre Civil, (Associação do Registo Civil), sollicita auprès du directeur de la morgue leur désir d'offrir à Buíça, en tant que membre de cette association, des funérailles civiles.

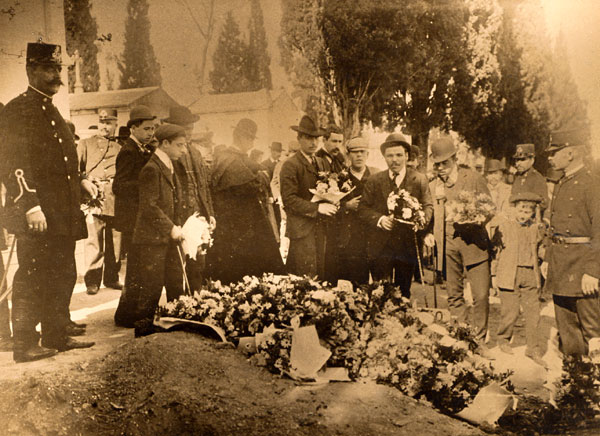
Inconnus déposant des fleurs sur les tombes de Alfredo Costa et de Manuel Buíça, probablement en août 1908 (Documents Carvalhão Duarte/Rocha Martins/Fondation Mário Soares).

Autopsié au petit matin de ce jour-là, l'examen de Buiça révéla une contusion sur le haut du crâne, une estocade à l'arme blanche au bas du dos (le sabre du lieutenant Figueira) et une blessure par balle à la poitrine, côté droit. Celle-ci lui fut fatale. La balle traversa le cœur, avant de traverser le foie, déviée par les tissus mous.
La balle fut récupérée. Il s'agissait d'un calibre 6,35 mm, tiré d'une arme automatique. Il est à noter qu'aucune force policière portugaise n'était dotée d'arme automatique à l'époque.
Dans l'après-midi, son cadavre, ainsi que ceux d'Alfredo Costa et de João Sabino (tué dans la lutte qui opposa l'escorte du roi aux assassins, et dont toute implication dans le régicide fut très vite écartée) furent placés dans des cercueils de plomb. Ils furent emmenés dans un char à bancs, au cimetière Alto de São João. Les cercueils furent portés dans la salle de dépôt où ils furent soudés. On les mit dans les fosses 6044 et 6045 ; en 1914, les ossements furent transférés dans un mausolée auquel fut attribué le numéro 4251.
Plus tard, le gouvernement de Ferreira do Amaral, qui recherchait l'apaisement, permit que des comices républicains soient organisés, dans lesquels on fit l'apologie du régicide et l'on éleva les responsables au rang de bienfaiteurs de la Patrie. Une procession de près de 22 000 personnes, organisée par l'Association du Registre Civil fut menée jusqu'aux sépultures des régicides.
Après la proclamation de la République, l'Association du Registre Civil et de la Libre Pensée (Associação do Registo Cívil e do Livre Pensamento) acquit un terrain dans le cimetière afin d'y ériger un monument dédié aux « héroiques libérateurs de la Patrie ». Tel fut le texte présenté à la Mairie de Lisbonne (Câmara Municipal de Lisboa/C.M.L.).
Le monument, composé de deux bras, l'un brandissant un flambeau, l'autre des chaînes arrachées, fut démonté durant l'Estado Novo. Les corps transférés vers un nouvel emplacement du cimetière. Le monument existe toujours mais il n'a jamais retrouvé sa place.